# Lophiomus setigerus
Lophiomus setigerus is een straalvinnige vissensoort uit de familie van zeeduivels (Lophiidae). De wetenschappelijke naam van de soort is voor het eerst geldig gepubliceerd in 1797 door Vahl.